# Auerhaus
Auerhaus è un film del 2019 diretto da Neele Leana Vollmar e tratto dall'omonimo romanzo di Bov Bjerg.

## Produzione
Il film è stato prodotto dalla Pantaleon Films e dalla Warner Bros. Film Productions Germany. La produzione del film è stata finanziata da BKM, Deutscher Filmförderfonds, FFA Filmförderungsanstalt e Film- und Medienstiftung NRW.
Il film è stato girato nel 2019 in 30 giorni in Assia e nella Renania Settentrionale-Vestfalia.

## Distribuzione
Il film è uscito nei cinema in Germania il 5 dicembre 2019.

## Riconoscimenti
- 2020  Bavarian Film Awards
  - Miglior giovane attrice a Luna Wedler

- 2020 - Giffoni Film Festival
  - Miglior film